# Abraham Woodhull

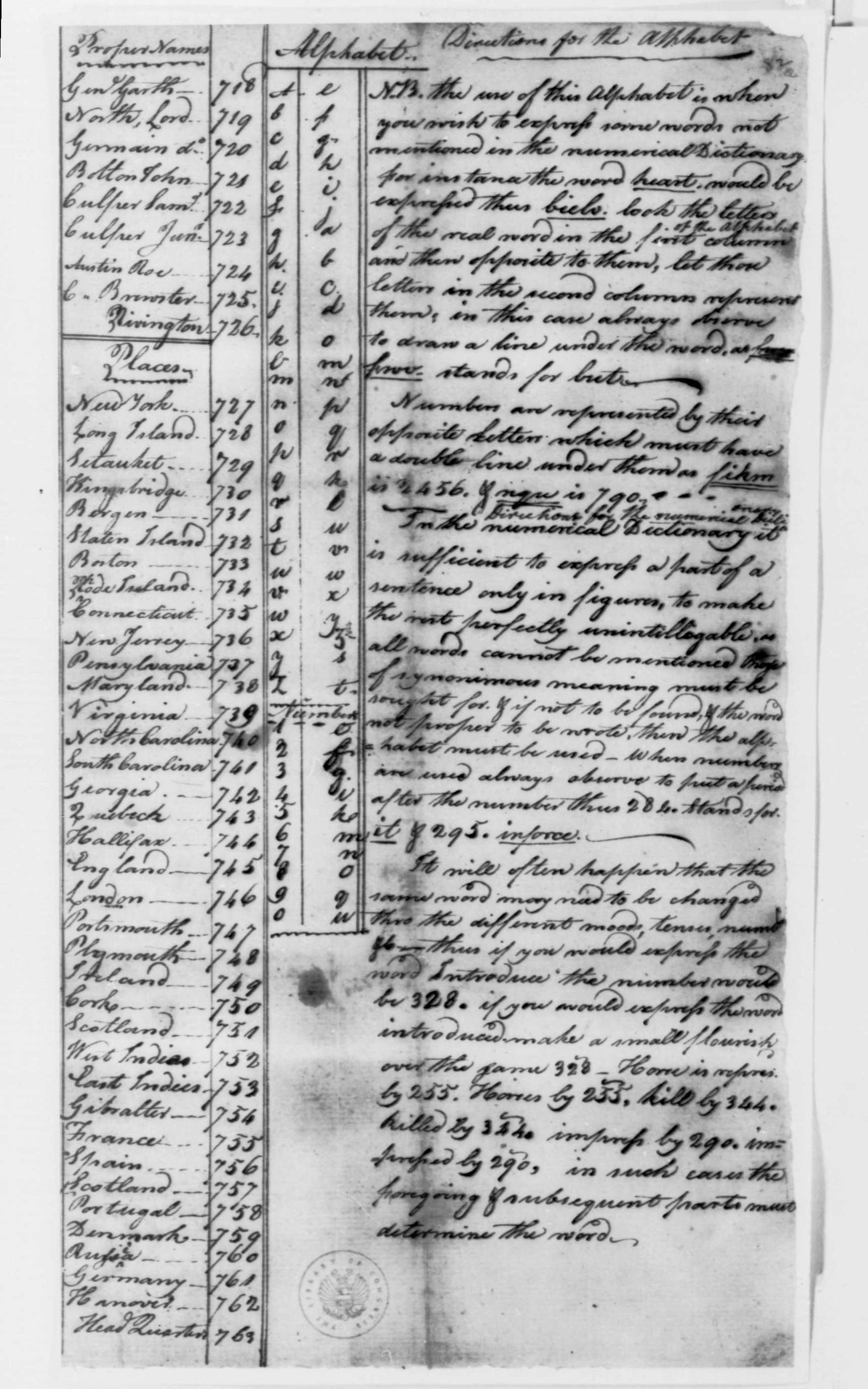
Culper Ring Codebuch

Abraham Woodhull (* 7. Oktober 1750 in Setauket, Provinz New York; † 23. Januar 1826 ebenda) war ein US-amerikanischer Spion. Er war ein wichtiges Mitglied des Culper Rings, welcher in New York City und Long Island während des Amerikanischen Unabhängigkeitskrieges spionierte. Er benutzte in seiner Zeit als Spion den Decknamen Samuel Culper, den George Washington vorgeschlagen hatte. Woodhull lieferte George Washington geheime Informationen der Briten aus New York, wie Truppenstärke und Anzahl von Kriegsschiffen, welche ihm zum Sieg über das Königreich Großbritannien half.

## Anfänge und Arbeit für den Culper Ring
Abraham war der Sohn des Richters Richard Woodhull und dessen Frau Margaret, geborene Smith. Er diente in Suffolk County unter den Briten als Leutnant, um den Tod seines Cousins zu rächen.
Sein Kindheitsfreund Major Benjamin Tallmadge rekrutierte Abraham Woodhull im August 1778 für die Spionage in New York. Seinen ersten „Samuel Culper“-Bericht schickte er am 29. Oktober 1778 an Washington. Nachdem die Intrige von John André und Benedict Arnold erfolgreich vom Culper Ring aufgedeckt und André hingerichtet worden war, spionierte er bis zum Rückzug der Briten weiter.

## Weiteres Leben
Abraham Woodhull heiratete 1781 Mary Smith, mit welcher er drei Kinder hatte. Als diese 1806 starb, heiratete er Lydia Terry im Jahre 1824, bis er am 23. Januar 1826 in Setauket verstarb. In seinen späteren Jahren erhielt er wichtige lokale Ämter: Er wurde Richter seiner Heimatstadt, richtete am Gerichtshof vom Common Pleas und wurde schließlich erster Richter des Suffolk County.

## Verfilmungen
In der US-amerikanischen Historienserie Turn: Washington’s Spies, die sich mit der unter George Washingtons Befehl stehenden Spionageverbindung Culper Ring beschäftigt, spielt die Person des Abraham Woodhull die Hauptrolle.